# Lironoba
Lironoba is een geslacht van weekdieren uit de klasse van de Gastropoda (slakken).

## Soorten
- Lironoba anomala Powell, 1940
- Lironoba australis (Tenison-Woods, 1877)
- Lironoba elegans E. C. Smith, 1962
- Lironoba matai Dell, 1952
- Lironoba rara (Thiele, 1925)
- Lironoba suteri (Hedley, 1904)
- Lironoba unilirata (Tenison-Woods, 1878)